# Borek (district de Prague-Est)
Pour les articles homonymes, voir Borek.
Borek est une commune du district de Prague-Est, dans la région de Bohême-Centrale, en République tchèque. Sa population s'élevait à 321 habitants en 2020.

## Géographie
Borek est arrosée par l'Elbe et se trouve à 5 km au nord de Brandýs nad Labem-Stará Boleslav et à 23 km au nord-est de Prague.
La commune est limitée par Křenek au nord, par Lhota à l'est, par Brandýs nad Labem-Stará Boleslav au sud, et par Záryby à l'ouest.

## Histoire
La première mention écrite de la localité date de 1339.